# الجائزة العربية للجودة
الجائزة العربية للجودة جائزة أطلقته المنظمة العربية للتنمية الصناعية والتعدين وتعمل على تكريم المنشآت العربية التي تطبق معايير التميّز بهدف الرقي بالصناعة العربية واعتمد دليل الجائزة في عام 2010، وبدأت دورتها الأولى عام 2013، وكرمت المنشآت الفائزة بالجائزة في 28 أكتوبر 2014 في اجتماع اللجنة التنفيذية للمنظمة.

## المعايير
تضم معايير الجائزة 9 معايير رئيسة هي: القيادة، والتخطيط الاستراتيجي، والموارد البشرية، وإدارة الموارد، والعلاقة بين الشركاء والعمليات، والتركيز على المستفيد، والأثر على العاملين، والأثر على المجتمع، وكذلك تقييم نتائج الأداء.

## أقسام الجائزة
تقسم الجائزة إلى 3 فئات لكل قطاع كالتالي: الجائزة الأولى تتمثل في الجائزة البلاتينية والثانية للجائزة الذهبية والثالثة للجائزة البرونزية.

## المسابقات

### الجائزة العربية الأولى للجودة 2014
حلّت ثلاث شركات مصرية في المركز الأوّل وهي: شركة النساجون الشرقيون الدولية، والشركة الدولية للصناعات الغذائية ''جهينة''، شركة سيدي كرير للبتروكيماويات (سيدبك).

### الدورة الثانية للجائزة العربية للجودة
انطلقت الدورة الثانية للجائزة العربية للجودة وهي مخصصة للمنشآت الصناعية في الدول العربية العاملة في المجالات التالية:
- الصناعات الغذائية،
- الصناعات الإنشائية ومواد البناء،
- الصناعات الكهربائية،
- الصناعات البتروكيماوية.